# Westfield (pueblo)
Westfield es un pueblo ubicado en el condado de Chautauqua en el estado estadounidense de Nueva York. En el año 2000 tenía una población de 5.232 habitantes y una densidad poblacional de 42.8 personas por km².

## Geografía
Westfield se encuentra ubicado en las coordenadas 42°19′19″N 79°34′35″O / 42.32194, -79.57639.

## Demografía
Según la Oficina del Censo en 2000 los ingresos medios por hogar en la localidad eran de $32,534, y los ingresos medios por familia eran $43,156. Los hombres tenían unos ingresos medios de $30,203 frente a los $23,250 para las mujeres. La renta per cápita para la localidad era de $15,738. Alrededor del 13.8% de la población estaban por debajo del umbral de pobreza.